# Mixobrycon ribeiroi
Mixobrycon ribeiroi är en fiskart som först beskrevs av Eigenmann, 1907.  Mixobrycon ribeiroi ingår i släktet Mixobrycon och familjen Characidae. Inga underarter finns listade i Catalogue of Life.